# Mar Céltico
El mar Céltico o mar Celta (en irlandés: An Mhuir Cheilteach [ənˠ wɪrʲ ˈçɛlʲtʲax]; en galés: Y Môr Celtaidd [ə moːr ˈkɛltaið]; en córnico: An Mor Keltek [æːn moːr ˈkɛltək]; en bretón: Ar Mor Keltiek [ar mo:r kɛl'ti:ɛk]; en francés: La mer Celtique [la mɛʁ sɛltik]; en inglés: Celtic Sea [ˈkɛltɪk siː]) es un área del océano Atlántico situada en la costa sur de la isla de Irlanda. Limita al este con el canal de San Jorge, el canal de Bristol y el canal de la Mancha, así como partes adyacentes del país de Gales, Cornwall, Devon y Bretaña. La herencia celta de sus tierras limítrofes es lo que da al mar su nombre, propuesto por primera vez por Ernest William Lyons Holt en 1921. La zona norte de esta porción de mar había sido previamente considerada como una parte del canal de San Jorge y su zona sur simplemente no tenía nombre; la necesidad de un nombre con que denominar esta zona hizo que se comenzara a definir de esta manera en campos como la geología e hidrología. El nombre es hoy comúnmente usado por los trabajadores de la explotación petrolífera y la industria pesquera.

## Delimitación de la IHO
Los límites del sur y occidentales están peor definidos. Holt sugirió una línea de contorno de 200 brazas marinas y Ouessant (Francia).
La máxima autoridad internacional en materia de delimitación de mares, la Organización Hidrográfica Internacional («International Hydrographic Organization, IHO), considera el mar Celta como un mar. En su publicación de referencia mundial, «Limits of oceans and seas» (Límites de océanos y mares, 3ª edición de 1953), le asigna el número de identificación 21A (complemento del 21, el canal de la Mancha o English Channel) y lo define de la forma siguiente:

En el norte.
 El límite sur del mar de Irlanda (19), la costa sur de Irlanda, y desde allí de Mizen Head una línea trazada hasta una posición 51º N, 11º 30'O. 
 En el oeste y sur.
 Una línea desde la posición 51ºN, 11º30'O al sur hasta 49ºN, y desde allí a la latitud 46º30'N en el límite occidental del golfo de Vizcaya (22), y desde allí a lo largo de esa línea hasta la punta Penmarch.
 En el este. 
 El límite occidental del canal de La Mancha (21) y el límite occidental del canal de Bristol (20).
Limits of oceans and seas, pág. 39.